# Ammophila gracilis
Ammophila gracilis är en biart som beskrevs av Amédée Louis Michel Lepeletier 1845.
Ammophila gracilis ingår i släktet Ammophila och familjen grävsteklar. Inga underarter finns listade i Catalogue of Life.